# Tom Habscheid
Tom Habscheid (11 de agosto de 1986) es un deportista luxemburgués que compite en atletismo adaptado. Ganó una medalla de bronce en los Juegos Paralímpicos de París 2024, en la prueba de lanzamiento de peso (clase F63).

## Palmarés internacional
| Juegos Paralímpicos | Juegos Paralímpicos | Juegos Paralímpicos | Juegos Paralímpicos |
| Año                 | Lugar               | Medalla             | Prueba              |
| ------------------- | ------------------- | ------------------- | ------------------- |
| 2024                | París (Francia)     | Medalla de bronce   | Peso F63            |